# Ermita de Santa Brígida (Sanlúcar de Barrameda)
La ermita de Santa Brígida fue un templo católico situado en el municipio español de Sanlúcar de Barrameda, en la andaluza provincia de Cádiz. El lugar de su antigua ubicación parte del Conjunto histórico-artístico y de la Ciudad-convento de Sanlúcar de Barrameda.
La primera noticia de esta ermita es de 1541, con motivo de tratarse en un cabildo de su ejido. Velázquez-Gaztelu supone que fue fundada en el siglo XIV, en la época en que Sanlúcar participó activamente en la conquista, colonización y evangelización de las Canarias, ya que en la ermita existía una imagen de Nuestra Señora de la Candelaria, patrona de las aquellas islas, en un sitio muy principal. El edificio fue renovado en muchas ocasiones, una de ellas en el siglo XVIII a cargo de Agustín Ramírez de Medina. 